# Jean Pierre de Batz
Jean Pierre de Batz, barón de Sainte-Croix (Goutz, 26 de enero de 1754 - Authezat, 10 de enero de 1822), también conocido como el barón de Batz, fue un monárquico y hombre de negocios francés.

## Primeros años
Natural de Goutz (departamento de Gers), sus padres pertenecían a la pequeña nobleza. A los catorce años, Jean ingresó en el ejército, si bien terminó dedicándose al mundo de los negocios. En 1776, Luis XVI le concedió el título de barón, siendo admitido ese mismo año en el Regimiento real de Infantería. Con el tiempo, el barón fue introduciéndose en los círculos nobiliarios, convirtiéndose en amigo del marqués de Brancas y encargándose de administrar la fortuna del barón de Breteuil.

## Revolución francesa
Bajo la Asamblea Nacional Constituyente, la reputación del barón de Batz en el mundo de las finanzas condujo a su nombramiento como miembro del comité de liquidación, responsable de liquidar las cuentas públicas. Al parecer, de Batz llevó a cabo la liquidación de deudas fraudulentas, las cuales fueron vendidas a sus amigos para ser posteriormente reembolsadas. Al mismo tiempo, se convirtió en consejero secreto de Luis XVI, llegando a organizar la financiación de una política secreta en el Palacio de las Tullerías bajo las órdenes de Armand Marc, conde de Montmorin, con el fin de defender la monarquía, la cual duraría hasta el 10 de agosto de 1792. Para este fin, y por su cuenta, el barón adelantó al rey una suma superior a 500.000 libras, siendo su mejor aliado Étienne Clavière, ministro de finanzas. Bajo la apariencia de misiones, de Batz efectuó varios viajes entre marzo de 1792 y enero de 1793.
El 21 de enero de 1793, el barón trató en vano de salvar la vida de Luis XVI, quien iba a ser ejecutado ese mismo día tras haber sido condenado a muerte. Varios realistas fueron asesinados, si bien de Batz logró escapar, permaneciendo oculto hasta que pudo obtener un certificado de no emigración en el mes de junio.

## Conspiraciones
A finales de octubre de 1793 se descubrió el fraude de la liquidación de la Compañía Francesa de las Indias Orientales, siendo el barón acusado de ser el líder de una conspiración contra la República. Según la declaración hecha por François Chabot en prisión, de Batz solía reunirse con miembros destacados de la Comuna de París y de la Convención Nacional, incluyendo a miembros del Comité de Salvación Pública tales como Claude Basire, Julien de Toulouse y Delaunay d'Angers. Chabot también aseguró que de Batz había mantenido contacto con banqueros extranjeros, incluyendo a Junius Frey y su hermano Emmanuel Frey (Austria), Pierre-Jean Berthold de Prosly (Bruselas), Andres María de Guzmán (España) y Jacob Pereira (Portugal). Sin embargo, este complot era en sí mismo una conspiración, una operación político-policial destinada a concentrar la atención de los jacobinos en los supuestos peligros del barón de Batz y sus cómplices de la Convención, con el único objetivo de disolverla.
Por aquel entonces, de Batz viajaba constantemente entre las provincias y Suiza, descubriendo que varios de sus amigos y conocidos habían sido arrestados. Varios testimonios fueron destinados a elaborar una acusación y a apoyar la existencia de una supuesta conspiración. El 14 de marzo de 1794, Clootz, Pereira, Prosly y los hebertistas fueron ejecutados en la guillotina. El 5 de abril, Georges Danton y sus aliados fueron igualmente guillotinados junto con Chabot, Basire, el abate de Espagnac, Guzmán y los hermanos Frey. Las investigaciones policiales y el pasaporte del barón lo exonerarían posteriormente, demostrando que de Batz no se encontraba en París al momento de la liquidación de la compañía.

## Después del Terror
De regreso en Francia, de Batz se involucró en la insurrección del 5 de octubre de 1795, siendo encarcelado. Después del golpe de Estado del 18 de fructidor del año V (4 de septiembre de 1797), el barón se refugió en Auvernia, donde poseía un castillo. Arrestado tras ser descubierto, logró escapar durante su traslado a Lyon, huyendo a Suiza. El consulado francés lo eliminó de la lista de emigrantes y de Batz abandonó el activismo político, regresando posteriormente a Auvernia. Bajo la Restauración, de Batz fue recompensado con el rango de mariscal de campo y la cruz de San Luis por sus servicios, así como con el comando militar de Cantal, el cual fue revocado tras el periodo de los cien días.
Murió en Chadieu (Authezat), cerca de Vic-le-Comte, donde había vivido recluido los últimos años de su vida.